# Drymoea hesperoides
Drymoea hesperoides är en fjärilsart som beskrevs av Walker 1854. Drymoea hesperoides ingår i släktet Drymoea och familjen mätare. Inga underarter finns listade i Catalogue of Life.